# ATP German Open 1978
Il German Open 1978 è stato un torneo di tennis giocato sulla terra rossa. È stata la 72ª edizione del Torneo di Amburgo, che fa parte del Colgate-Palmolive Grand Prix 1978. Si è giocato al Rothenbaum Tennis Center di Amburgo in Germania, dal 15 al 21 maggio 1978.

## Campioni

### Singolare
Guillermo Vilas ha battuto in finale  Wojciech Fibak, 6–2, 6–4, 6–2.

### Doppio
Wojciech Fibak /  Tom Okker hanno battuto in finale  Antonio Muñoz /  Víctor Pecci, 6–2, 6–4.